# Liobagrus
Liobagrus (Ліобагрус) — рід риб родини Товстохвості соми ряду сомоподібні. Має 16 видів. Наукова назва походить від грецьких слів leios, тобто «гладенький», та pagros — вид риби.

## Опис
Загальна довжина представників цього роду коливається від 6,2 до 15 см. Голова сплощена, гладенька. Очі помірно розміру, трохи опуклі. Ніздрі розташовані далеко одне від одного. Є 4 пари помірно довгих вусів. Тулуб кремезний, потовщений. Спинний плавець невеличкий з 1 гострим і отруйним променем. Жировий плавець зливається з хвостовим плавцем. Грудні плавці вузькі. Черевні плавці маленькі. Анальний плавець промінь помірно довгий, широкий. Хвостовий плавець великий, широкий.
Забарвлення коричневе з різними відтінками, червонувате.

## Спосіб життя
Це бентопелагічні риби. Воліють до прісних та чистих вод. Зустрічаються в озерах і річках з повільною течією, на кам'янистих ділянках, але трапляються і в густих заростях напівводних рослин берегової зони. Вдень відсиджуються в укриттях, переважно під камінням. Активні вночі. Живляться дрібними водними безхребетними.
Відкладають жовто-помаранчеву ікру в липкій мембрані, які самиця відкладають у печерах. Охороняються самцем.

## Розповсюдження
Мешкають у східному Китаї (басейні річки Янцзи), водоймах Тайваню, Корейського півострова, Японії.

## Види
- Liobagrus aequilabris
- Liobagrus andersoni
- Liobagrus anguillicauda
- Liobagrus chenghaiensis
- Liobagrus formosanus
- Liobagrus geumgangensis
- Liobagrus hyeongsanensis
- Liobagrus kingi
- Liobagrus marginatoides
- Liobagrus marginatus
- Liobagrus mediadiposalis
- Liobagrus nigricauda
- Liobagrus obesus
- Liobagrus reinii
- Liobagrus somjinensis
- Liobagrus styani